# دالیداویچی
دالیداویچی (به لاتین: Dalidavichy) یک منطقهٔ مسکونی در بلاروس است که در منطقه مینسک واقع شده‌است.